# 438 Зеуксо
438 Зеуксо (438 Zeuxo) — астероїд головного поясу, відкритий 8 листопада 1898 року Огюстом Шарлуа у Ніцці.